# Gyula Glykais
Gyula Glykais (9 de abril de 1893-12 de junio de 1948) fue un deportista húngaro que compitió en esgrima, especialista en la modalidad de sable.
Participó en dos Juegos Olímpicos de Verano en los años 1928 y 1932, obteniendo dos medallas, oro en Ámsterdam 1928 y oro en Los Ángeles 1932. Ganó cuatro medallas en el Campeonato Mundial de Esgrima entre los años 1927 y 1931.

## Palmarés internacional
| Juegos Olímpicos   | Juegos Olímpicos             | Juegos Olímpicos  | Juegos Olímpicos  |
| Año                | Lugar                        | Medalla           | Prueba            |
| ------------------ | ---------------------------- | ----------------- | ----------------- |
| 1928               | Ámsterdam (Países Bajos)     | Medalla de oro    | Sable por equipos |
| 1932               | Los Ángeles (Estados Unidos) | Medalla de oro    | Sable por equipos |
| Campeonato Mundial |                              |                   |                   |
| Año                | Lugar                        | Medalla           | Prueba            |
| 1927               | Vichy (Francia)              | Medalla de bronce | Sable individual  |
| 1929               | Nápoles (Italia)             | Medalla de oro    | Sable individual  |
| 1930               | Lieja (Bélgica)              | Medalla de oro    | Sable por equipos |
| 1931               | Viena (Austria)              | Medalla de oro    | Sable por equipos |